# Hymenomima mediorasa
Hymenomima mediorasa là một loài bướm đêm trong họ Geometridae.